# Collegio di Boston and Skegness
Boston and Skegness è un collegio elettorale inglese situato nel Lincolnshire rappresentato alla Camera dei comuni del Parlamento del Regno Unito. Come ciascuno collegio elettorale britannico, elegge un membro del parlamento col sistema first-past-the-post, ovvero maggioritario a turno unico. Dalle elezioni del 2024 il parlamentare eletto é Richard Tice del partito Reform UK. Prima dell'elezione di Tice, esso veniva considerato un seggio assicurato al Partito Conservatore.
Il collegio fu creato nel 1997, con parti dei vecchi collegi di Holland aggregati con Boston e East Lindsey. Fino al 2024 ha sempre eletto un parlamentare conservatore. Nelle elezioni generali del 1997 e del 2001, il seggio fu considerato molto contendibile, con maggioranze di meno di 1000 voti dei candidati Conservatori sul soccombente candidato laburista. Nelle successive elezioni del 2005 e 2010, si registrò un allargamento della maggioranza verso i Conservatori. Nelle elezioni del 2015, l'euroscettico Partito per l'Indipendenza del Regno Unito (UKIP) sorpassò i laburisti come secondo arrivato nel seggio, con il 33,8% del voto; per lo UKIP fu il secondo maggior bacino di voti dopo il collegio di Clacton. Il seggio era stato preso di mira dallo UKIP, tenendo conto delle forti performance ottenute nelle due precedenti elezioni nazionali.
Nel collegio di Boston e Skegness la percentuale di votanti a favore del referendum, tenutosi nel giugno 2016, per far uscire il Regno Unito dall'Unione Europea raggiunse il 75,6%. Per tale ragione, il leader di UKIP, Paul Nuttall, si candidò in questo collegio alle elezioni del 2017. Ma il voto per UKIP scese in quell'elezione, finendo al terzo posto, dietro al Labour, con appena il 7,7% dei voti a Boston e Skegness. Alle elezioni del dicembre 2019, i Conservatori incrementarono la loro maggioranza: vinsero col 76,7% dei voti. Per i conservatori, fu il risultato migliore nell'elezione nazionale, dopo Castle Point. Il seggio fu inoltre il secondo collegio più sicuro dei conservatori, dopo il vicino collegio di South Holland and The Deepings.

## Estensione
- 1997–2010: il Borough di Boston e i ward del distretto di East Lindsey di Burgh le Marsh, Friskney, Frithville, Ingoldmells, St Clement's, Scarbrough, Seacroft, Sibsey, Wainfleet e Winthorpe.
- 2010-2024: il Borough di Boston e i ward del distretto di East Lindsey di Burgh le Marsh, Croft, Frithville, Ingoldmells, St Clement's, Scarbrough, Seacroft, Sibsey, Stickney, Wainfleet and Friskney e Winthorpe.
- dal 2024: il Borough di Boston e i ward del distretto di East Lindsey di Burgh le Marsh; Chapel St. Leonards; Croft; Friskney; Ingoldmells; St. Clement's; Scarbrough & Seacroft; Sibsey & Stickney; Wainfleet; Willoughby with Sloothby e Winthorpe.

## Membri del parlamento
| Elezione | Elezione      | Deputato     | Partito      |
| -------- | ------------- | ------------ | ------------ |
|          | 1997          | Richard Body | Conservatore |
| 2001     | Mark Simmonds |              | Conservatore |
| 2015     | Matt Warman   |              | Conservatore |
|          | 2024          | Richard Tice | Reform UK    |

## Elezioni

### Elezioni negli anni 2020
| Partito                    | Partito                                           | Candidato                  | Risultati 4 luglio 2024 | Risultati 4 luglio 2024 |
| Partito                    | Partito                                           | Candidato                  | Voti                    | %                       |
| -------------------------- | ------------------------------------------------- | -------------------------- | ----------------------- | ----------------------- |
|                            | Reform UK                                         | Richard Tice               | 15 520                  | 38,36                   |
|                            | Conservatore                                      | Matt Warman                | 13 510                  | 33,40                   |
|                            | Laburista                                         | Alex Fawbert               | 7 629                   | 18,86                   |
|                            | Verde                                             | Christopher Moore          | 1 506                   | 3,72                    |
|                            | Lib Dem                                           | Richard Lloyd              | 1 375                   | 3,40                    |
|                            | Democratici Inglesi                               | David Dickason             | 518                     | 1,28                    |
|                            | Blue Revolution                                   | Mike Gilbert               | 397                     | 0,98                    |
|                            |                                                   |                            |                         |                         |
| Iscritti                   | Iscritti                                          | Iscritti                   | 75 811                  | 100,00                  |
| ↳ Votanti (% su iscritti)  | ↳ Votanti (% su iscritti)                         | ↳ Votanti (% su iscritti)  | 40 455                  | 53,36                   |
| ↳ Astenuti (% su iscritti) | ↳ Astenuti (% su iscritti)                        | ↳ Astenuti (% su iscritti) | 35 356                  | 46,64                   |
|                            |                                                   |                            |                         |                         |
|                            | Esito: collegio passa da Conservatore a Reform UK |                            |                         |                         |

### Elezioni negli anni 2010
| Partito                    | Partito                                   | Candidato                  | Risultati 12 dicembre 2019 | Risultati 12 dicembre 2019 |
| Partito                    | Partito                                   | Candidato                  | Voti                       | %                          |
| -------------------------- | ----------------------------------------- | -------------------------- | -------------------------- | -------------------------- |
|                            | Conservatore                              | Matt Warman                | 31 963                     | 76,66                      |
|                            | Laburista                                 | Ben Cook                   | 6 342                      | 15,21                      |
|                            | Lib Dem                                   | Hilary Jones               | 1 963                      | 4,71                       |
|                            | Indipendente                              | Peter Watson               | 1 428                      | 3,42                       |
|                            |                                           |                            |                            |                            |
| Iscritti                   | Iscritti                                  | Iscritti                   | 69 381                     | 100,00                     |
| ↳ Votanti (% su iscritti)  | ↳ Votanti (% su iscritti)                 | ↳ Votanti (% su iscritti)  | 41 696                     | 60,10                      |
| ↳ Astenuti (% su iscritti) | ↳ Astenuti (% su iscritti)                | ↳ Astenuti (% su iscritti) | 27 685                     | 39,90                      |
|                            |                                           |                            |                            |                            |
|                            | Esito: collegio confermato a Conservatore |                            |                            |                            |

| Partito                    | Partito                                   | Candidato                  | Risultati 8 giugno 2017 | Risultati 8 giugno 2017 |
| Partito                    | Partito                                   | Candidato                  | Voti                    | %                       |
| -------------------------- | ----------------------------------------- | -------------------------- | ----------------------- | ----------------------- |
|                            | Conservatore                              | Matt Warman                | 27 271                  | 63,60                   |
|                            | Laburista                                 | Paul Kenny                 | 10 699                  | 24,95                   |
|                            | UKIP                                      | Paul Nuttall               | 3 308                   | 7,71                    |
|                            | Lib Dem                                   | Philip Smith               | 771                     | 1,80                    |
|                            | Verdi                                     | Victoria Percival          | 547                     | 1,28                    |
|                            | Indipendente                              | Mike Gilbert               | 283                     | 0,66                    |
|                            |                                           |                            |                         |                         |
| Iscritti                   | Iscritti                                  | Iscritti                   | 68 387                  | 100,00                  |
| ↳ Votanti (% su iscritti)  | ↳ Votanti (% su iscritti)                 | ↳ Votanti (% su iscritti)  | 42 879                  | 62,70                   |
| ↳ Astenuti (% su iscritti) | ↳ Astenuti (% su iscritti)                | ↳ Astenuti (% su iscritti) | 25 508                  | 37,30                   |
|                            |                                           |                            |                         |                         |
|                            | Esito: collegio confermato a Conservatore |                            |                         |                         |

| Partito                    | Partito                                   | Candidato                  | Risultati 7 maggio 2015 | Risultati 7 maggio 2015 |
| Partito                    | Partito                                   | Candidato                  | Voti                    | %                       |
| -------------------------- | ----------------------------------------- | -------------------------- | ----------------------- | ----------------------- |
|                            | Conservatore                              | Matt Warman                | 18 981                  | 43,80                   |
|                            | UKIP                                      | Robin Hunter-Clarke        | 14 645                  | 33,79                   |
|                            | Laburista                                 | Paul Kenny                 | 7 142                   | 16,48                   |
|                            | Lib Dem                                   | David Watts                | 1 015                   | 2,34                    |
|                            | Verdi                                     | Victoria Percival          | 800                     | 1,85                    |
|                            | Independence from Europe                  | Chris Pain                 | 324                     | 0,75                    |
|                            | Indipendente                              | Peter Johnson              | 170                     | 0,39                    |
|                            | The Pilgrim Party                         | Lyn Luxton                 | 143                     | 0,33                    |
|                            | BNP                                       | Robert West                | 119                     | 0,27                    |
|                            |                                           |                            |                         |                         |
| Iscritti                   | Iscritti                                  | Iscritti                   | 67 823                  | 100,00                  |
| ↳ Votanti (% su iscritti)  | ↳ Votanti (% su iscritti)                 | ↳ Votanti (% su iscritti)  | 43 339                  | 63,90                   |
| ↳ Astenuti (% su iscritti) | ↳ Astenuti (% su iscritti)                | ↳ Astenuti (% su iscritti) | 24 484                  | 36,10                   |
|                            |                                           |                            |                         |                         |
|                            | Esito: collegio confermato a Conservatore |                            |                         |                         |

| Partito                    | Partito                                   | Candidato                  | Risultati 6 maggio 2010 | Risultati 6 maggio 2010 |
| Partito                    | Partito                                   | Candidato                  | Voti                    | %                       |
| -------------------------- | ----------------------------------------- | -------------------------- | ----------------------- | ----------------------- |
|                            | Conservatore                              | Mark Simmonds              | 21 325                  | 49,45                   |
|                            | Laburista                                 | Paul Kenny                 | 8 899                   | 20,64                   |
|                            | Lib Dem                                   | Philip Smith               | 6 371                   | 14,77                   |
|                            | UKIP                                      | Christopher Pain           | 4 081                   | 9,46                    |
|                            | BNP                                       | David Owens                | 2 278                   | 5,28                    |
|                            | Indipendente                              | Peter Wilson               | 171                     | 0,40                    |
|                            |                                           |                            |                         |                         |
| Iscritti                   | Iscritti                                  | Iscritti                   | 70 581                  | 100,00                  |
| ↳ Votanti (% su iscritti)  | ↳ Votanti (% su iscritti)                 | ↳ Votanti (% su iscritti)  | 43 125                  | 61,10                   |
| ↳ Astenuti (% su iscritti) | ↳ Astenuti (% su iscritti)                | ↳ Astenuti (% su iscritti) | 27 456                  | 38,90                   |
|                            |                                           |                            |                         |                         |
|                            | Esito: collegio confermato a Conservatore |                            |                         |                         |

### Elezioni negli anni 2000
| Partito                    | Partito                                   | Candidato                  | Risultati 5 maggio 2005 | Risultati 5 maggio 2005 |
| Partito                    | Partito                                   | Candidato                  | Voti                    | %                       |
| -------------------------- | ----------------------------------------- | -------------------------- | ----------------------- | ----------------------- |
|                            | Conservatore                              | Mark Simmonds              | 19 329                  | 46,17                   |
|                            | Laburista                                 | Paul Kenny                 | 13 422                  | 32,06                   |
|                            | UKIP                                      | Richard Horsnell           | 4 024                   | 9,61                    |
|                            | Lib Dem                                   | Alan Riley                 | 3 649                   | 8,72                    |
|                            | BNP                                       | Wendy Russell              | 1 025                   | 2,45                    |
|                            | Verdi                                     | Marcus Petz                | 420                     | 1,00                    |
|                            |                                           |                            |                         |                         |
| Iscritti                   | Iscritti                                  | Iscritti                   | 71 205                  | 100,00                  |
| ↳ Votanti (% su iscritti)  | ↳ Votanti (% su iscritti)                 | ↳ Votanti (% su iscritti)  | 41 869                  | 58,80                   |
| ↳ Astenuti (% su iscritti) | ↳ Astenuti (% su iscritti)                | ↳ Astenuti (% su iscritti) | 29 336                  | 41,20                   |
|                            |                                           |                            |                         |                         |
|                            | Esito: collegio confermato a Conservatore |                            |                         |                         |

| Partito                    | Partito                                   | Candidato                  | Risultati 7 giugno 2001 | Risultati 7 giugno 2001 |
| Partito                    | Partito                                   | Candidato                  | Voti                    | %                       |
| -------------------------- | ----------------------------------------- | -------------------------- | ----------------------- | ----------------------- |
|                            | Conservatore                              | Mark Simmonds              | 17 298                  | 42,91                   |
|                            | Laburista                                 | Elaine Bird                | 16 783                  | 41,63                   |
|                            | Lib Dem                                   | Duncan Moffatt             | 4 994                   | 12,39                   |
|                            | UKIP                                      | Cyril Wakefield            | 717                     | 1,78                    |
|                            | Verdi                                     | Mark Harrison              | 521                     | 1,29                    |
|                            |                                           |                            |                         |                         |
| Iscritti                   | Iscritti                                  | Iscritti                   | 69 029                  | 100,00                  |
| ↳ Votanti (% su iscritti)  | ↳ Votanti (% su iscritti)                 | ↳ Votanti (% su iscritti)  | 40 313                  | 58,40                   |
| ↳ Astenuti (% su iscritti) | ↳ Astenuti (% su iscritti)                | ↳ Astenuti (% su iscritti) | 28 716                  | 41,60                   |
|                            |                                           |                            |                         |                         |
|                            | Esito: collegio confermato a Conservatore |                            |                         |                         |

## Risultati dei referendum

### Referendum sulla permanenza del Regno Unito nell'Unione europea del 2016
Boston and Skegness fu il collegio con la percentuale più alta di voti del Regno Unito a favore dell'abbandono dell'Unione europea.
|             | Collegio            | Lasciare UE % | Rimanere in UE % |
| ----------- | ------------------- | ------------- | ---------------- |
|             | Boston and Skegness | 74,9%         | 25,1%            |
| Inghilterra | 53,3%               | 46,7%         |                  |
| Regno Unito | 51,9%               | 48,1%         |                  |